# Gräberfeld von Schönebeck
Koordinaten: 52° 0′ 59″ N, 11° 45′ 21″ O
Das altthüringische Gräberfeld von Schönebeck aus der Merowingerzeit an der Elbe in Sachsen-Anhalt mit 20 Bestattungen und mehreren Hunde- und Pferdegräbern wurde nach 1953 vom Leiter des Salzlandmuseum Schönebeck, Wolfgang Wanckel, entdeckt und ergraben. Die Grabbeigabe eines Goldschmieds (Feinschmiedewerkzeug) darunter ist einer der seltensten und wertvollsten Funde des Museums.

## Fundbeschreibung
Das altthüringische Gräberfeld von Schönebeck an der mittleren Elbe aus der Merowingerzeit, datiert auf das frühe 6. Jahrhundert, wurde nach 1953 vom Leiter des Kreismuseums Schönebeck (heute Salzlandmuseum), Wolfgang Wanckel, "an der Barbyer Straße" in Schönebeck entdeckt und ergraben. Es konnten über 20 Gräber freigelegt werden, darunter befinden sich drei Tier- (eine Pferdedoppelbestattung, eine Pferde-/Hundebestattung, eine Pferdebestattung) sowie 20 menschliche Bestattungen (sechs Männergräber, acht Frauengräber, sechs unbestimmte Gräber).

## Goldschmiedegrab
Das Grabensemble des germanischen Goldschmieds besteht aus einem Tontiegel und verschiedenen eisernen Werkzeugen: einem Hammer, einer Flachfeile, einer Zange, einem Ambosseinsatz und einer Breitaxt. Das gesamte Grabensemble wird auf etwa um 530 datiert. Die verwendeten Materialien sind Ton und Eisen.

## Ausstellung
Der wertvolle Grabfund der Merowingerzeit aus Schönebeck – das Feinschmiedewerkzeug eines altthüringischen Goldschmieds – wird in der Dauerausstellung "LebensStröme – Binnenschifffahrt auf Elbe, Saale und Bode" des Salzlandmuseums Schönebeck gezeigt.